# Ricard Viladesau i Caner
Ricard Viladesau i Caner (Calonge, 18 de enero de 1918 - Barcelona, 26 de enero de 2005) fue un músico y compositor de sardanas y habaneras español. Bautizado como "el príncipe de la tenora" per Pau Casals, fue considerado uno de los mejores instrumentistas de tenora de Cataluña. Además, fue solista en diferentes coblas hasta que entró en la Orquesta Sinfónica de la Ciudad de Barcelona, donde tocó la viola.

## Biografía
Con siete años entró a cantar en el coro de la iglesia de Sant Martí de Calonge, donde empezó a aprender música con Josep Gumà, Josep Mercader y Rafael Colom. Con doce años comenzó a tocar el flabiol y a los catorce la tenora. A partir de aquí, empezó a tocar de cobla en cobla hasta que se inició la Guerra Civil, incorporándose a la banda de música de la CNT.
Cuando se terminó la guerra, se incorporó en otra cobla de Palafrugell, pero en seguida lo llamaron al servicio militar. A su vuelta, y después de un breve paso por otra cobla, funda la cobla-orquestra Caravana (1942) en Torroella de Montgrí, que abandona ocho años más tarde para incorporarse en La Principal de la Bisbal, dirigida por Conrad Saló. Estaría en esta formación durante veinte años. Aquí fue donde se convirtió en un auténtico virtuoso de la tenora y desarrolló buenas aptitudes en el saxo, la viola y el violín. Disfrutó de popularidad, considerándolo Pau Casals, el "príncipe de la tenora". En realidad, fue el único capaz de interpretar sardanas obligadas de tenora, com su propia composición Sa Rancadora. Sin embargo, el 1970 se marcha a Barcelona, repentinamente, para entrar en la Orquesta Sinfónica de Barcelona. De la mano de Antoni Ros-Marbà, actúa como viola titular y tenora ocasional, donde a los quince años se jubilará. 
Durante su vida, compuso más de 290 composiciones, la mayoría de ellas sardanas, pero también boleros, que se hicieron populares. Canciones como Enamorado del mar, Gondolero de amor y El mar y tú, fueron grandes éxitos versionados por Jorge Sepúlveda y Bonet de San Pedro. Pero si por algo es recordado en su Gerona, es por su célebre sardana Girona, m'enamora, un auténtico himno de la ciudad.  También tuvo una gran vida docente y, ya en Barcelona, publicó su Mètode per a tenora, un libro formativo. 
A lo largo de su vida recibió diferentes galardones, pero sin duda el más destacado fue la Cruz de San Jorge de la Generalidad de Cataluña, el año 1991. El 2006, Ricard Viladesau donó diferentes instrumentos y otros objetos de su propiedad al Ayuntamiento de Gerona, que los exhibe en la Sala de la Sardana del Museo de Historia de Gerona. Ya traspasado, su viuda donó parte de su archivo al Ayuntamiento de Calonge, su población natal. También el Museo del Mediterráneo, en Torroella de Montgrí, atesora un fondo dedicado al artista, como a la cobla-orquesta la Caravana que fundó.